# Пактол
Пактол (греч. Πακτωλός), ныне Сарт (тур. Sart) — небольшая река в Малой Азии, в исторической области Лидия. Берёт начало на известной своим вином горе Тмол (ныне Боздаг, 2156 м) в хребте Гёльгели (Gölgeli), протекает мимо древнего города Сарды, и впадает в реку Герм (Гедиз), изливающуюся близ древней Фокеи в Эгейское море. Ныне река находится на территории современной Турции, имея только около трёх метров ширины и меньше полуметра в глубину. Высота устья — 73 м над уровнем моря.

## Мифы и легенды
Плутарх (46—125) пишет, что Пактол называли Хризороас (греч. Χρυσορρόας) — «златоносный») по золотому песку, который в изобилии несли его воды. Предполагали, что эта река была источником богатств царя Лидии Крёза. По свидетельству греческого географа Страбона (57 г. до н. э. — между 21 и 25 гг. н. э.), ресурсы Пактола были исчерпаны уже до начала I века.
Легенда, объясняющая присутствие золота в Пактоле, связывает это с событием из жизни царя Фригии (царство в Малой Азии между Лидией и Каппадокией) Мидаса. Однажды во время шествия свиты бога вина Диониса, неподалёку от царского дворца Мидаса, отстал учитель Диониса Силен, который заснул и был найден спящим Мидасом и его слугами. Царь с почётом принял Силена, предложив ему остаться на десять дней у него. Бог Дионис за это решил наградить царя, предложив ему исполнить любое желание. Мидас в ответ попросил, чтобы все, к чему он прикасается, обращалось в золото. С той поры царю невозможно было ни есть ни пить, так как любые яства становились в его руках и во рту золотыми. Измученный Мидас попросил у Диониса забрать этот чудесный дар. Дионис указал ему омыть руки в водах Пактола, с тех пор, будто бы песок реки превращается в золото.
Также, согласно древнегреческому мифу, на дочери бога реки Пактола был женат сын Зевса Тантал, прославившийся своим нечестием и презрением к богам, которых, желая проверить их ведение, пытался угостить мясом своего убитого сына. За это Тантал был приговорён к мукам вечного голода и вечной жажды в аду.